# Simon Bird
Simon Antony Bird (nacido el 19 de agosto de 1984) es un comediante, actor, director y productor inglés. Es mejor conocido por interpretar a Will McKenzie en la multipremiada serie de comedia E4 The Inbetweeners (2008-2010), así como sus dos películas (2011 y 2014), y a Adam Goodman en la serie de comedia Friday Night Dinner de Channel 4. (2011-2020).

## Primeros años
Bird nació en Guildford, Surrey, como el tercero de cuatro hijos de los profesores Graham y Heather Bird del Claremont McKenna College.
Bird se educó en Cranmore School, West Horsley, Royal Grammar School, Guildford y Queens' College, Cambridge, donde leyó inglés. En Cambridge, Bird fue el presidente de Footlights, el grupo teatral y de sketches de la universidad.

## Carrera

### Principios en la comedia
Mientras estudiaba una Maestría en Estudios Culturales y Críticos en Birkbeck College, Bird creó el grupo de comedia "The House of Windsor" con ex contemporáneos de Footlights Joe Thomas (que interpreta a Simon Cooper en The Inbetweeners) y Jonny Sweet. Actuaron en el Festival de Edimburgo en 2007 y en 2008 con un espectáculo llamado The Meeting, descrito como una instalación de comedia específica del sitio ambientada en una sala de juntas real. Bird y Thomas también fueron habituales en las series 1 y 2 de The Weekly Show, un podcast para Channel 4 Radio (2006-07).
Bird también realiza monólogos y participó en los premios nacionales de comedia estudiantil de Chortle en 2005, 2006, 2007 y 2008, quedando segundo en su último intento. Fue finalista en 2006 y fue descalificado por violar deliberadamente las reglas en 2007.

### Revelación
En 2008, Bird participó en la comedia para adolescentes de E4 The Inbetweeners como Will McKenzie, junto con Joe Thomas. Ganó el Premio de la Comedia Británica de 2008 al Mejor Actor Revelación y el Premio de la Comedia Británica de 2009 al Mejor Actor. También fue nominado a Mejor Actuación de Comedia en los Premios Royal Television Society de 2008, y Mejor Actuación Masculina en un Programa de Comedia en los Premios BAFTA de Televisión de 2010.

### Trabajo posterior
En 2010, Bird creó un panel de comedia de BBC Three The King Is Dead, en el que una persona conocida es hipotéticamente asesinada y un panel de tres personalidades se enfrentan en una serie de rondas de preguntas y desafíos satíricos en su oferta para reemplazarlos. Fue anfitrión junto a Nick Mohammed y Katy Wix.
De 2011 a 2020, Bird protagonizó 6 series de Friday Night Dinner, una comedia monocámara escrita por Robert Popper y realizada por Big Talk Productions. Al igual que The Inbetweeners, fue nombrada Mejor Sitcom en el Festival Rose D'Or. En 2021, Channel 4 lanzó Friday Night Dinner: 10 Years And A Lovely Bit Of Squirrel, un especial de aniversario que celebra una década de la exitosa comedia.
Bird volvió al personaje de Will McKenzie en The Inbetweeners Movie, que se estrenó el 17 de agosto de 2011. En 2014 repitió el papel en la segunda película sobre los Inbetweeners, The Inbetweeners 2, que tuvo el primer fin de semana de mayor recaudación de una película en el Reino Unido ese año.
En 2013, Bird cocreó, coescribió y coprotagonizó Chickens, una comedia de situación sobre tres hombres que permanecen en Inglaterra durante la Primera Guerra Mundial. Se estrenó en Sky1 en el verano de 2013 y fue nominada a Mejor Comedia en los Broadcast Awards de 2014.
En 2017 protagonizó en el West End The Philanthropist, dirigida por Simon Callow. En su reseña, el crítico de teatro de The Telegraph, Dominic Cavendish, escribió: "Callow ciertamente ha encontrado oro con el protagonista Simon Bird... entrega los productos por medios sutiles e incrementales, el equivalente teatral de una impresora 3D".
El primer programa de stand-up de Bird, Debrief, grabado en una sala vacía, se estrenó en All4 en 2022 y el sitio web de comedia Chortle lo describió como "más una película de arte experimental que un especial de stand-up".
Bird protagoniza una nueva comedia de situación de Channel 4 , Everyone Else Burns, producida por Jax Media y NBC Universal, que se estrenó en 2023.

### Director
En 2016, Bird dirigió su primer cortometraje Ernestine and Kit basado en una historia de Kevin Barry. Se estrenó en SXSW donde fue nominado al Gran Premio del Jurado al Mejor Cortometraje Narrativo. También fue nominado a Mejor Cortometraje en los Premios de Cine y Televisión Irlandeses de 2016.
Su primer largometraje, Days of Bagnold Summer, se estrenó en 2020, con el respaldo de Creative England y el British Film Institute. Mark Kermode la describió como "una joya de película... divertida y desgarradoramente conmovedora". Fue nominada al premio Variety Piazza Grande en el Festival de Cine de Locarno y fue nombrada Mejor Película en el Festival Internacional LUCAS para Jóvenes Amantes del Cine. Actualmente tiene una calificación de 92% de frescura en Rotten Tomatoes.
Para televisión, Bird dirigió la Serie 3 del falso documental nominado al BAFTA Pls Like y la primera serie del programa de sketches nominado al Rose D'Or Ellie & Natasia, descrito por The Times como "la versión más divertida y refrescante de el formato desde hace años".

### Productor
En 2015, Bird y Jonny Sweet fundaron Guilty Party Pictures, una productora de cine y televisión independiente respaldada por StudioCanal. Produjo una serie de proyectos, incluido God's Own County, nominado a Mejor Comedia Corta en los Broadcast Awards de 2019, How Europe Stole My Mum, descrito por The Guardian como "nada menos que un milagro", y How We Forgot To Save The Planet, que ganó el premio RTS Escocia 2022 a la mejor comedia.
En 2022 se anunció que Bird y Sweet estaban creando una nueva empresa, People Person Pictures, en asociación con BBC Studios. People Person Pictures fue nombrado socio coproductor de Wicked Little Letters, un largometraje protagonizado por Olivia Colman, Jessie Buckley y Timothy Spall, que se estrenará en 2024.

## Vida personal
En 2012, Bird se casó con la autora Lisa Owens. Ellos tienen dos hijos.
Bird es partidario del Crystal Palace Football Club.

## Filmografía

### Películas
| Año  | Título                     | Papel          | Notas                  |
| ---- | -------------------------- | -------------- | ---------------------- |
| 2011 | The Inbetweeners Movie     | Will McKenzie  |                        |
| 2013 | The Look of Love           | Jonathan Hodge |                        |
| 2013 | The Harry Hill Movie       | Ed             |                        |
| 2014 | The Inbetweeners 2         | Will McKenzie  |                        |
| 2016 | Ernestine & Kit            |                | Cortometraje; director |
| 2018 | You, Me and Him            | Ben Miller     |                        |
| 2019 | Days of the Bagnold Summer |                | Director               |

### Televisión
| Año       | Título                            | Papel                                  | Notas                                                   |
| --------- | --------------------------------- | -------------------------------------- | ------------------------------------------------------- |
| 2008–2010 | The Inbetweeners                  | Will McKenzie                          | 18 episodios                                            |
| 2010      | The King is Dead                  | Él mismo (presentador)                 | 7 episodios; también creador y escritor                 |
| 2011      | Comedy Showcase                   | Cecil                                  | Episodio: "Chickens"                                    |
| 2011–2020 | Friday Night Dinner               | Adam Goodman                           | 37 episodios                                            |
| 2013      | Chickens                          | Cecil                                  | 6 episodios; también creador y escritor                 |
| 2015–2016 | Drunk History: UK                 | D.I. Charles Buggy / Winston Churchill | 2 episodios                                             |
| 2019      | The Inbetweeners: Fwends Reunited | Él mismo                               | 1 episodio (especial)                                   |
| 2020      | Sandylands                        | Nathan Wild                            | 3 episodios                                             |
| 2021      | Simon Bird: Debrief               | Self, Host/Presenter                   |                                                         |
| 2023      | Everyone Else Burns               | David Lewis                            | Protagonista, también productor ejecutivo sin acreditar |